# Johan Camitz (1681–1741)
Johan Georgsson Camitz, född 3 februari 1681 i Kristinehamn, död 30 oktober 1741 på Posseberg, var en svensk vågmästare och brukspatron.

## Biografi
Camitz tillhörde, enligt traditionen, en adlig släkt från Schlesien. Hans far, Georg Camitz, gavs privilegium den 16 oktober 1660 att anlägga en hammare vid Letälven och 1666 för en hammare vid Övre Degerfors, som han senare blev bruksägare till. Camitz var också ägare till Nissafors järnbruk, som han grundade tillsammans med N. Silfverhielm 1725. Vid renoveringen och tillbyggnaden av Karlskoga kyrka vid början av 1700-talet var han ekonomiskt bidragande.
I Kristinehamn förestod han arbetet i Vågmästaregården, där järnpriset beslutades.
Camitz gifte sig 1706 med Maria Wester, dotter till brukspatron Peder Andersson. I äktenskapet föddes nio barn.